# 巴圖山
巴圖山（英語：Mount Batu）是埃塞俄比亞奧羅米亞州的其中一座高山，位於貝爾山國家公園範圍內，座標為06°40′N 39°25′E / 6.667°N 39.417°E，海拔4,307米。
巴圖山有兩個山峰小巴圖山和大巴圖山，實際上小巴圖山頂較大巴圖山頂高，命名的錯誤來自Paul Henze聲稱「小巴圖山背後的山峰看起來明顯比較高聳」。
1958年，芬蘭教授Helmer Smeds是第一個歐洲人攀上巴圖山頂峰。